# 1549
1549 (MDXLIX) a fost un an comun al calendarului iulian, care a început într-o zi de marți.

## Arte, științe, literatură și filozofie
- La Timișoara se deschide Școala Protestantă înființată de István Kiss din Szeged.

## Nașteri
- 1 noiembrie: Ana de Austria, a patra soție a regelui Filip al II-lea al Spaniei (d. 1580)
- Ferdinando I de' Medici, Mare Duce de Toscana (d. 1609)
- Juan de Salcedo, conquistador spaniol (d. 1576)
- Marie Touchet, metresa regelui Carol al IX-lea al Franței (d. 1638)
- Vitus Miletus, teolog german (d. 1615)

## Decese
- 10 noiembrie: Papa Paul al III-lea  (n. 1468)
- 21 decembrie: Margareta de Navara  (n. 1492)
- 28 ianuarie: Eliya Levita  (n. 1469)
- 23 ianuarie: Johannes Honterus  (n. 1498)